# Ruta IO66 (Lima)
La ruta IO66 o "la 50" es una ruta de transporte público del área metropolitana de Lima, que conecta los distritos del Callao y San Juan de Lurigancho. El trayecto de esta ruta consta de 108 o 107 paradas dependiendo de la dirección y dura aproximadamente entre 3 y 4 horas.

## Características
Esta ruta de transporte público está administrada por la Empresa de Transportes Patrón San Sebastián S.A.C.

### Autorización
La ruta IO66 se encuentra autorizada por la Municipalidad Provincial del Callao (MPC) y la Autoridad de Transporte Urbano (ATU).

## Trayecto
Los autobuses de la ruta IO66 (aprox. 90) comienzan a operar a las 5:00 a.m. y terminan a las 10:00 p.m. por los distritos de Callao y Bellavista en la Provincia Constitucional del Callao, por los distritos de San Miguel, Breña, Lima, El Agustino y San Juan de Lurigancho en la provincia de Lima; pasando por importantes lugares, tales como el centro comercial Minka, el Puerto del Callao, el óvalo La Perla, el Hospital Naval, la Universidad Nacional Mayor de San Marcos, el Centro Cívico, la Estación Central, la facultad de San Fernando, la estación Miguel Grau, Puente Nuevo y el penal de Lurigancho.

### Terminales
Su terminal de ida se encuentra en el centro deportivo Dulanto, en el Callao y su terminal de vuelta se encuentra en Álamos de Portón, en San Juan de Lurigancho.

### Recorrido
| Dirección                        | Avenidas y calles |
| -------------------------------- | --- |
| Ida Hacia San Juan de Lurigancho | C. Lima - C. Ica - Av. La Chalaca - Pje. Miramar - C. Grau - Pje. Ayabaca - C. La Planta - Av. Argentina - Av. 2 de Mayo - C. Marco Polo - Av. Miguel Grau - Jr. Colina - Av. José Gálvez - Av. República de Venezuela - C. Santa Teodosia - Av. Bertello - Av. Tingo María - Av. Arica - Jr. Carhuaz - Jr. Loreto - Av. Bolivia - Av. Alfonso Ugarte - Av. 9 de Diciembre - Av. Paseo de la República - Av. Miguel Grau - Jr. Junín - Av. Sebastián Lorente - Jr. Áncash - Av. José Carlos Mariátegui - Jr. Chinchaysuyo - Jr. San Aurelio - Av. Lurigancho - Av. 13 de Enero - Av. Los Tusilagos Este - Av. Santa Rosa de Lima - Av. El Sol - Av. Santa Rosa de Lima - Av. Central - Av. Mar del Sur Este - Av. Fernando Wiesse - Jr. Mar del Norte. |
| Vuelta Hacia el Callao           | Jr. Mar del Norte Este - Av. Fernando Wiesse - Av. Mar Del Sur Este - Av. Central - Av. Santa Rosa de Lima - Av. El Sol - Av. Santa Rosa de Lima - Av. Los Tusilagos Este - Av. 13 de Enero - Av. Lurigancho - Av. Pirámide del Sol - Av. José Carlos Mariátegui - Jr. Áncash - Av. Sebastián Lorente - Av. Miguel Grau - Av. Paseo de la República - Av. 9 de Diciembre - Jr. Washington - Av. República de Venezuela - Av. José Gálvez - Jr. Colina - Jr. Alfonso Ugarte - Jr. Los Heros - Av. Miguel Grau - C. Alberto Secada - C. Marco Polo - Av. 2 de Mayo - Av. Argentina - Av. C - C. Túpac Amaru - Av. Nuevo Aeropuerto - C. Lima. |

Avenidas y calles donde transita la ruta IO66 por las obras de la Línea 2 en las avenidas Venezuela, Arica y 9 de Diciembre.

## Rutas relacionadas
IO63 (La Punta - Ate), 1502 (Puente Piedra - Lima), IO52 (Callao - San Juan de Lurigancho), IO37B (Ventanilla - San Juan de Lurigancho), OM42 (Ventanilla - San Juan de Lurigancho).